# Celebochoerus cagayanensis
Celebochoerus cagayanensis — вимерлий вид свиневих з роду Celebochoerus. Перший викопний зразок був виявлений у 2016 році на Філіппінах. Він відрізняється від сулавесського виду Celebochoerus heekereni тим, що має мезіальну та дистальну смуги емалі на верхніх іклах. Він також має величезні верхні бивні. Риси тварини є симплезіоморфними у свиневих, що вказує на шлях міграції з Філіппін на Сулавесі. Їх можна побачити в Національному музеї Філіппін.